# Горно-Алтайск (аэропорт)
Аэропорт Горно-Алтайск — аэропорт федерального значения в Республике Алтай (Россия). Расположен в 6 километрах к западу от центра Горно-Алтайска.

## История

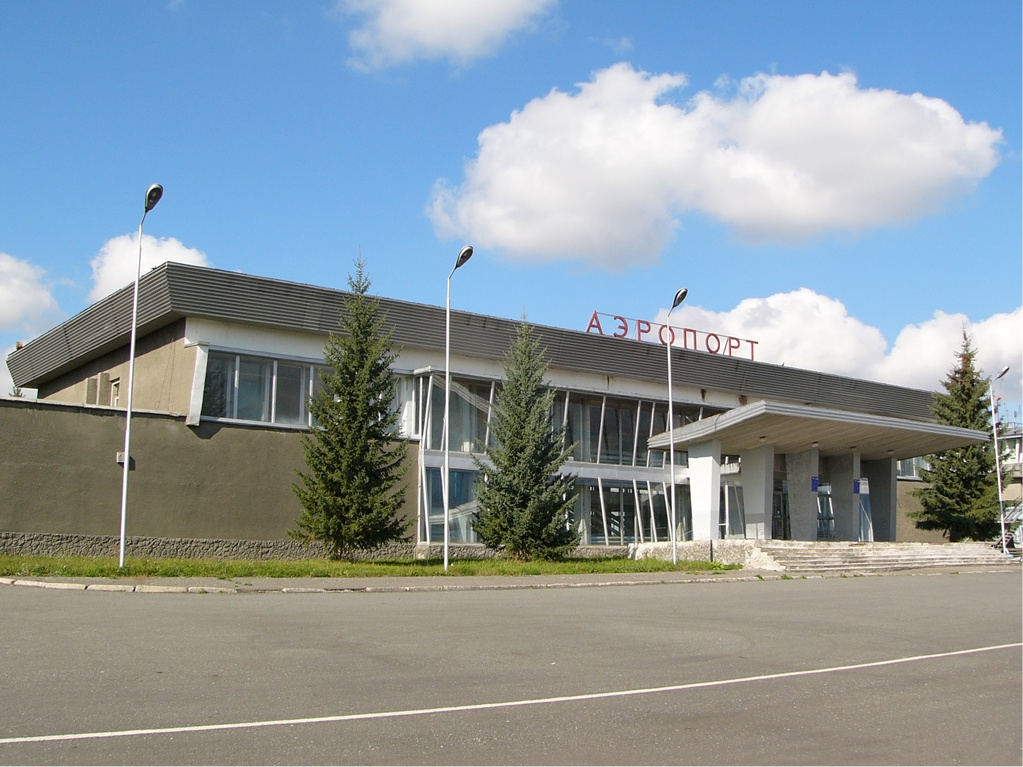
Здание аэропорта до реконструкции 2011 года

Аэропорт построен в 1968 году. В советский период обслуживал рейсы в населённые пункты Горно–Алтайской автономной области, а также в Семипалатинск, Барнаул, Новосибирск.
С начала 1990–х и до закрытия на реконструкцию в 2011 году регулярные рейсы не осуществлялись из-за экономического спада и резкого снижения пассажиропотока. В этот период ближайший аэропорт для Горно-Алтайска находился в Барнауле (аэропорт имени Г. Титова), на расстоянии более 250 км.
В период с 2004 по 2005 год правительство Республики Алтай обнародовало публичное предложение акций аэропорта, но покупателя так и не нашлось.
В 2007 году в аэропорт прибыл первый самолёт за десять лет из Москвы (Шереметьево). Рейс был совершён компанией «Сибирь», в настоящее время S7 Airlines.
В 2010 году авиакомпания Ангара установила связь между Горно-Алтайском и новосибирским аэропортом Толмачёво.
Заказчиком модернизации авиапредприятия выступило ФГУП «Администрация гражданских аэропортов» ФАВТ РФ, а генподрядчиком – ОАО «Сибмост». После завершения модернизации аэропорта ОАО «Сибмост» выкупило 100% акций ОАО «Аэропорт Горно-Алтайск».
Аэропорт вновь открыт после значительной реконструкции аэровокзала и взлётно-посадочной полосы 9 ноября 2011 года как круглогодичный и всепогодный. Пропускная способность увеличилась в четыре раза: до двухсот пассажиров в час.
В 2016 году получил статус аэропорта федерального значения.
В 2018 году аэропорт Горно-Алтайска победил в конкурсе «Лучший аэропорт года стран–участниц СНГ» среди аэропортов с объёмом перевозок до 0,1 млн пассажиров.
Аэропорт вносит большой вклад в развитие туристической отрасли Республики Алтай. Из-за отсутствия железной дороги до Горно-Алтайска аэропорт является одной из важнейших составляющих для обеспечения транспортной доступности и развития экономики региона и, в особенности, туристического направления. Если по итогам 2011 года, когда аэропорт возобновил работу, туристический поток в Республику Алтай составил 1,35 миллиона человек, то по итогам 2017 года он уже превысил 2 миллиона человек.
В апреле 2024 года владельцем аэропорта стал Сбербанк. Председатель правления Сбербанка Герман Греф сообщил, что банк выкупил у АФК «Система» 60% акций аэропорта Горно-Алтайска и стал его единоличным владельцем. Сбербанк планирует полную реконструкцию и расширение аэропорта.

## Маршруты
- Победа: Москва (Внуково)
- S7 Airlines: Москва (Домодедово), Новосибирск (Толмачёво).
- СиЛа: Усть-Кокса, Кош-Агач, Белокуриха.
- КрасАвиа: Красноярск (Емельяново).
- UVTAero: Казань, Омск, Нижний Новгород.
- RusLine: Екатеринбург (Кольцово).
- Уральские авиалинии: Москва (Домодедово), Екатеринбург (Кольцово).
- Nordwind Airlines: Москва (Шереметьево), Санкт-Петербург(Пулково).
- Аэрофлот-Российские авиалинии: Москва (Шереметьево).
- Red Wings: Самара (Курумоч)

## Технические характеристики
Принимает воздушные суда Cessna 208 Ан-24, Ан-26, Ан-72, Ан-74, Ту-134,Ту-154, Ту-204, Як-40, Як-42, ИЛ-114, Airbus A319, Airbus A320, Airbus A321, ATR 42, ATR 72, Boeing 737, Sukhoi Superjet 100, Ил-76, Embraer 170, Embraer 190, L-410, Bombardier CRJ200 и вертолёты всех типов.

## Показатели деятельности
| год             | 2014 | 2015 | 2016 | 2017 | 2018 | 2019  | 2020  | 2021  | 2022  | 2023 |
| тыс. пассажиров | 41,9 | 67,2 | 58,0 | 60,2 | 63,8 | 102,3 | 148,4 | 311,9 | 325,7 | 430  |
| Источники:      |      |      |      |      |      |       |       |       |       |      |

## Базирование

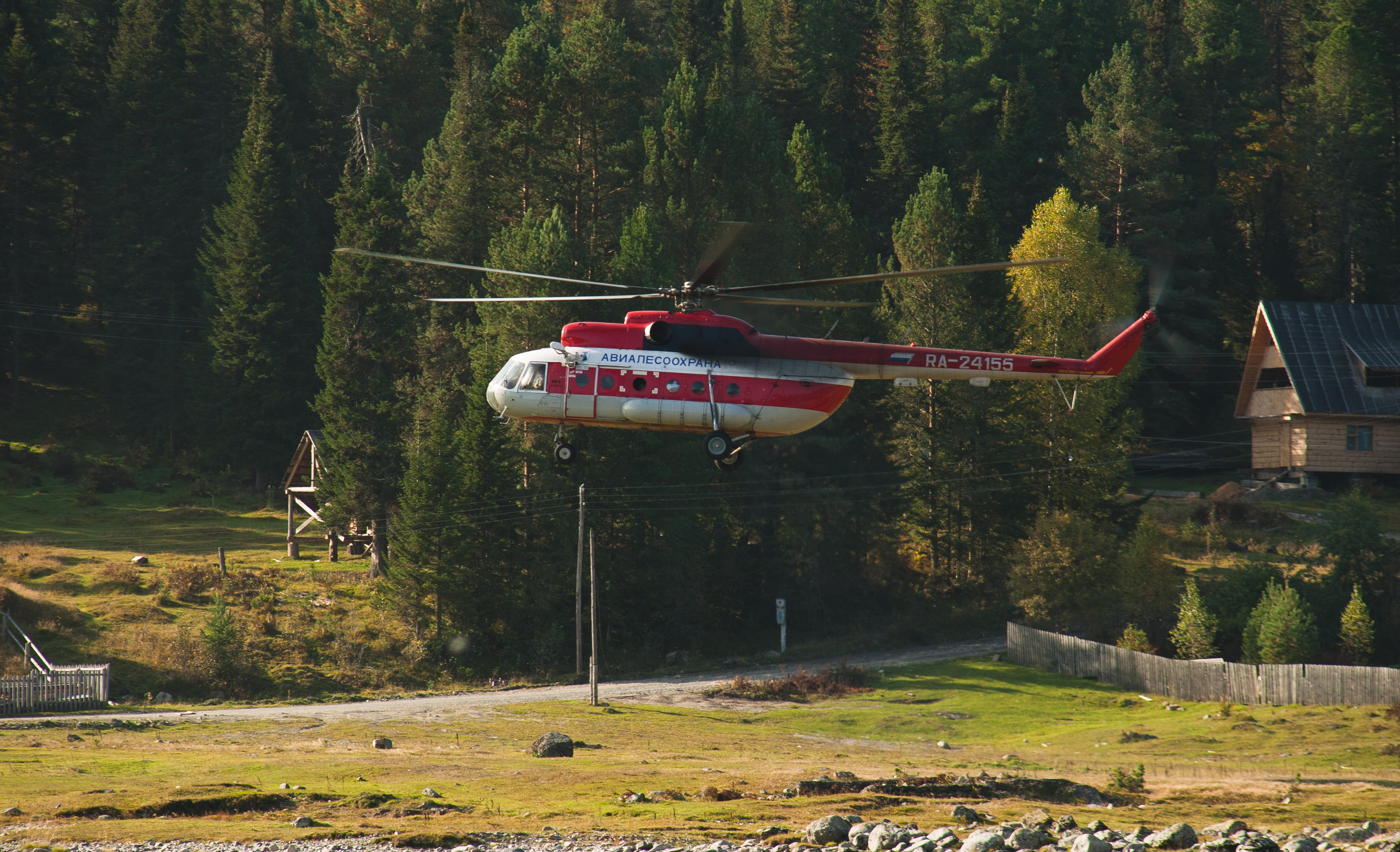
Вертолёт Ми-8 Авиалесоохраны

Является узловым аэропортом для вертолётов Ми-8 ФБУ «Авиалесоохрана».